# Majuanzi (sockenhuvudort i Kina, Liaoning Sheng, lat 41,53, long 124,37)
Majuanzi är en sockenhuvudort i Kina. Den ligger i provinsen Liaoning, i den nordöstra delen av landet, omkring 86 kilometer öster om provinshuvudstaden Shenyang. Antalet invånare är 4 698. Befolkningen består av 2 292 kvinnor och 2 406 män. Barn under 15 år utgör 13,0 %, vuxna 15-64 år 77 %, och äldre över 65 år 9,0 %.
Runt Majuanzi är det ganska tätbefolkat, med 60 invånare per kvadratkilometer. Närmaste större samhälle är Weiziyu, 15,0 km sydost om Majuanzi. I omgivningarna runt Majuanzi växer i huvudsak lövfällande lövskog.
Genomsnittlig årsnederbörd är 1 193 millimeter. Den regnigaste månaden är juli, med i genomsnitt 316 mm nederbörd, och den torraste är januari, med 11 mm nederbörd.